# Christian York
Jason Spence (nascido em 13 de abril de 1977) é um lutador americano de wrestling profissional, mais conhecido pelo seu nome no ringue, Christian York. Ele é um ex-campeão mundial de duplas, tendo conquistado o NWA World Tag Team Championship como parte dos The Bad Street Boys com Joey Matthews.

## Carreira no wrestling profissional

### Início da carreira (1996-1999)
Spence treinou com Cueball Carmichael e Jimmy Cicero na IPWA Training School e teve sua estréia no ringue com 19 anos em 7 de dezembro de 1996, em Middleport, Ohio, em uma Luta Iron Man de 30 minutos contra Joey Matthews. Adotando o nome "Christian York", Spence lutou para a Organization of Modern Extreme Grappling Arts (OMEGA), Southern Championship Wrestling, Steel City Wrestling e muitas outras promoções independentes de todo o país. Na OMEGA, York formou um grupo conhecido como "The Bad Street Boys", com Joey Matthews, bem como Shannon Moore e Shane Helms. O grupo teve como personalidade uma boy band para capitalizar as bandas da cultura pop.

### Promoções maiores (1999-2001)
Eventualmente, todos os quatro membros do grupo assinaram contratos de três anos com a empresa de Ted Turner, a World Championship Wrestling (WCW), após try-outs no Monday Night Nitro no início do verão de 1999. Eles ficaram sob contrato até abril de 2000, quando os cortes no orçamento estavam em ordem e as a gestão foi alterada. Matthews e York passaram a lutar para inúmeros promoções independentes, ganhando campeonatos de equipe várias vezes.
Em abril, eles foram contratados por Vince McMahon na World Wrestling Federation (WWF) para try-outs em Baltimore no Raw e Richmond na noite seguinte para o SmackDown!. O escritório ficou impressionado com a sua capacidade, mas perguntou se eles poderiam enviá-los para Paul Heyman na Extreme Championship Wrestling (ECW) para mais preparo.
Após essa data, foram assinados os contratos pela ECW e aliaram-se com Tommy Dreamer, Joey Styles e Joel Gertner. York lutaria o último combate na ECW Hardcore TV perdendo para Jerry Lynn.
Após a ECW declarar falência em abril de 2001, para York e Matthews foram oferecidos um contrato do ex-empregador da WCW, e foram escritos para os shows para o mês inteiro. Eles, então, assinaram um contrato de três anos com a WWF. Ao assinar o acordo, eles tiveram que informar a Memphis, Tennessee para trabalhar para a liga da WWF, a Memphis Championship Wrestling, até ser chamado para o plantel principal. Durante sua estadia, eles rivalizou com Eddie Fatu, Matt Anoa'i, Joey Abs, Lance Cade, Spanky, Bryan Danielson e The Haas Brothers (Russ e Charlie). Durante sua estadia, Vince McMahon comprou talentos da WCW e Memphis foram posteriormente deixados ir.

### Circuito independente (2002-2003)
Depois de apenas alguns dias de ser liberado, em 20 de julho, York e Matthews voltaram ao circuito independente no CInternation Wrestling Cartel perdendo para o Evolution, na luta que também incluiu a Backseat Boyz. Em 2 de setembro, York e Matthews derrotaram o Holy Roller para se tornar campeões do Maryland Championship Wrestling's Tag Team Championship que perderiam em maio de 2002 para os Slackers. Ao longo de 2002 e 2003, York e Matthews apareceram pela Ring of Honor e Pro Xtreme Wrestling e até assumiu Youthanazia pelo  XPW World Tag Team Championship. Em junho de 2002, foram assinados os contratos pela recém-formada promoção Total Nonstop Action Wrestling, depois de aparecer seu inaugural pay-per-view contra os Dupps. Eles foram liberados mais tarde naquele ano.
Longe da luta de duplas, York também teve alguma exposição notável como um lutador individual. Entre os meses de agosto e setembro de 2002, York, participou do 3PW Heavyweight Title Tournament onde ele iria fazê-lo ao final antes de perder para Gary Wolfe. Em julho de 2003, York participou do Shane Shamrock Memorial Cup de seis homens que também teve o MCW Cruiserweight Championship e o MEWF Cruiserweight Championship em jogo. York se alinhou na luta para também unificar os dois títulos para se tornar o MEWF Maryland Unified Cruiserweight Championship.
Em novembro de 2002, York rompeu os ligamentos em seu tornozelo esquerdo, que o manteve à margem por três meses. Ele também teria que vagar o MEWF Maryland Unified Cruiserweight Championship. York decidiu sair do mundo do wrestling por algum tempo para cuidar da vida fora do wrestling após se casar com sua namorada de colégio.

### Retorno ao circuito independente (2006-2012)
Em 22 de julho de 2006, no entanto, York retornou ao negócio de lutar na Maryland Championship Wrestling.
Em 18 de dezembro de 2006, York enfrentou "Bone Crusher" Fred Sampson em uma luta tryout para a WWE. York também lutou contra The Miz no SmackDown , Chuck Palumbo e Carlito no WWE Heat. Ele, então, pediu para relatar a Louisville, Kentucky, na Ohio Valley Wrestling (OVW), para formar uma equipe com Johnny Jeter. York relatou a OVW em setembro de 2007, embora ainda não esteja sob contrato com a WWE.
Em 29 de setembro de 2007, em Berwyn, Illinois York se reuniu com Joey Mercury, perserndo para os campeões do AAW Tag Team Championship os The Motor City Machine Guns (Chris Sabin e Alex Shelley).
Em 26 de dezembro de 2007 na edição do Maryland Championship Wrestling's Season's Beatings, York ganhou uma chance com o seu ex-parceiro de dupla depois campeão do MCW Heavyweight Championship, Joey Matthews depois derrotaram Tom Brandi e Adam flash do Creative Control. York mais tarde derrotou Matthews para conquistar seu primeiro MCW Heavyweight Championship.
Em 5 de novembro de 2010, York derrotou Robert Roma para se tornar o novo campeão do SCWA Mindshock Television championhip.

### Total Nonstop Action Wrestling (2012-2013)
Em 1 de novembro de 2012, York apareceu na Total Nonstop Action Wrestling (TNA) no programa Impact Wrestling, perdendo para Zema Ion em uma luta do Gut Check. Na semana seguinte, pelo enredo os juízes do Gut Check decidiram assinar um contrato com York. Depois de ter passado no Gut Check, York assinou um contrato de desenvolvimento com a TNA. York voltou na edição de 22 de novembro do Impact Wrestling, perdendo para o campeão do TNA World Heavyweight Championship, Jeff Hardy em uma luta sem o título em jogo, depois que ele seria atacado por Bobby Roode. Na semana seguinte, York perdeu uma luta contra Roode, após o Roode tentar atacá-lo com uma cadeira, mas foi parado por Hardy. No episódio de 27 dezembro do Impact Wrestling, York foi derrotado pelo campeão do TNA X Division Championship Rob Van Dam em uma em uma luta sem o título em jogo. No episódio de 3 de janeiro de 2013 do Impact Wrestling, York derrotou Kid Kash na primeira fase de um torneio para determinar quem iria desafiar Rob Van Dam pelo seu título no pay per view Genesis em 13 de janeiro. Em 3 de julho de 2013 foi liberado de seu contrato com a TNA.

## No wrestling
- Movimentos de finalização
  - Frog splash[12]
  - Mood Swing (Snap swinging neckbreaker)[5][13]
  - Rebel Yelp (Diving knee drop)[12]
  - Southern Cross Bomb (Michinoku Driver II)[12]
- Movimentos caracteristícos
  - Diving corkscrew somersault[12] em qualquer uma leg drop or senton[12]
  - Dreamscape / Onion Buster (Cannonball)[5][12][14][15]
  - Exploder suplex[5]
  - Sitout shoulder jawbreaker[12]
  - Tornado DDT[5]
- Com Joey Matthews
  - Double Rebel Yelp (Diving elbow drop seguido de um Frankensteiner por Matthews)
  - Full Effect (Duplo Argentine DDT)[16]
  - Future Shock (Powerbomb duplo)
- Músicas de entrada
  - "Electric Molecular" por Chemlab (ECW)[17]

## Campeonatos e realizações
- American Pro Wrestling Alliance
  - APWA World Tag Team Championship (1 vez)1 - com Bobby Shields, Chase Stevens, Jock Samson e The Stro[18]
- Atlantic Terror Championship Wrestling
  - ACTW Tag Team Championship (1 vez) - com Joey Matthews
- Dynamite Championship Wrestling
  - DCW Tag Team Championship (1 vez) - com Joey Matthews[19]
- East Coast Wrestling Association
  - ECWA Tag Team Championship (1 vez) - com Mark Schrader
- Far North Wrestling
  - FNW Heavyweight Championship (1 vez)
- FirstState Championship Wrestling
  - 1CW Heavyweight Championship (1 vez)
- Independent Professional Wrestling Alliance
  - IPWA Light Heavyweight Championship (2 vezes)
- KYDA Pro Wrestling
  - KYDA Pro Heavyweight Championship (2 vezes)
- Maryland Championship Wrestling
  - MCW Cruiserweight Championship (2 vezes)
  - MCW Heavyweight Championship (1 vez)
  - MCW Tag Team Championship (2 vezes) - com Joey Matthews
  - Shane Shamrock Memorial Cup (1999, 2003, 2010)
- Mid-Eastern Wrestling Federation
  - MEWF Cruiserweight Championship (1 vez)
  - MEWF Tag Team Championship (1 vez) - com Joey Matthews
- National Wrestling Alliance
  - NWA World Tag Team Championship (1 vez) - com Joey Matthews
- Organization of Modern Extreme Grappling Arts
  - OMEGA Light Heavyweight Championship (1 vez)
- Pro Wrestling Illustrated
  - PWI classificou-o como o #128 dos 500 melhores lutadores individuais na PWI 500 em 2001.
- Real Championship Wrestling
  - RCW Heavyweight Championship (1 vez)
- Southern Championship Wrestling
  - SCW Junior Heavyweight Championship (2 vezes)
- Squared Circle Wrestling Alliance
  - SCWA Mindshock Television Championship (1 vez)
- Steel City Wrestling
  - SCW Light Heavyweight Championship (1 vez)[20]
  - SCW Tag Team Championship (1 vez) - com Joey Matthews[20]
- Total Nonstop Action Wrestling
  - 4º Vencedor do TNA Gut Check[21]
- Universal Wrestling Council
  - UWC Heavyweight Championship (1 vez)
- Vanguard Championship Wrestling
  - VCW Tag Team Championship (2 vezes) - com Joey Matthews (1) e John Kermon (1)[22]
- Virginia Championship Wrestling
  - VCW Tag Team Championship (1 vez) - com Joey Matthews

1York defendeu o campeonato com um Stevens, The Stro, Shields, ou Samson sob a Regra Freebird.